# Coupe intercontinentale masculine de handball
Pour les articles homonymes, voir Coupe intercontinentale (homonymie).
La Coupe intercontinentale est une compétition internationale de handball organisée par la Fédération internationale de handball (IHF) et s'adressant aux sélections nationales masculines, opposant les champions continentaux et la nation organisatrice. Créée en 1998, la compétition disparaît en 2002 après seulement trois éditions mais en 2024, l'IHF annonce son retour pour 2025.

## Historique
L'idée d'une Coupe intercontinentale ainsi que des Championnats d'Europe apparaît dès les années 1980, mais pour des raisons financières et de calendrier, le projet est mis en pause par le Congrès de la Fédération internationale de handball (IHF).
Lors du Congrès de l'IHF de 1996, deux nouvelles compétitions sont créées : la Coupe du monde des clubs et la Coupe intercontinentale opposant les meilleurs clubs ou sélections de chaque continent, avec une redistribution des revenus attractive. Néanmoins, tous les champions continentaux n'arrivent pas forcément à se libérer pour la compétition.
La première édition se déroule à Doha au Qatar et se termine sur la victoire de l'Algérie, championne d'Afrique 1996, sur le Koweït, championne d'Asie en 1995. La seconde édition a lieu à Dammam en Arabie saoudite et voit le sacre de la Suède, championne du monde et d'Europe, devant la Corée du Sud, championne d'Asie.
La troisième édition est disputée du 25 au 29 juin 2002 à Moscou en Russie et est vue par le président de la Fédération russe comme un test pour leur candidature à l'organisation de compétitions internationales de grande ampleur, telles le Championnat du monde féminin de handball 2005 (qui sera effectivement la première compétition internationale de handball organisée sur le sol russe) et les Jeux olympiques d'été de 2012 (finalement organisé par Londres). Cette édition connaît la participation de la sélection du pays hôte, la Russie championne olympique en titre, ainsi que de la Suède championne d'Europe, l'Argentine championne panaméricaine, l'Algérie vice-championne d'Afrique et de l'Arabie saoudite, 3e des championnats d'Asie et se conclut sur la victoire du pays hôte dans ce tournoi organisé en mini-championnat. 
Malgré le succès relatif de cette dernière édition, la compétition est abandonnée après seulement trois éditions, le calendrier international étant saturé.
En 2024, l'IHF annonce son retour pour 2025

## Palmarès
Le tableau suivant retrace pour chaque édition de la compétition le palmarès du tournoi et la ville hôte. 
| Édition | Année | Ville hôte              | Vainqueur | Finaliste    | Troisième |
| ------- | ----- | ----------------------- | --------- | ------------ | --------- |
| 1re     | 1998  | Doha, Qatar             | Algérie   | Koweït       | Roumanie  |
| 2e      | 2000  | Dammam, Arabie saoudite | Suède     | Corée du Sud | Égypte    |
| 3e      | 2002  | Moscou, Russie          | Russie    | Suède        | Argentine |
| 4e      | 2025  | ?, ?                    | inconnu   | inconnu      | inconnu   |

## Détails par édition

### Doha 1998
La première édition, disputée à Doha en 1998, met aux prises quatre équipes :
- l'Algérie, vainqueur du Championnat d'Afrique 1996,
- le Koweït, vainqueur du Championnat d'Asie 1995,
- peut-être à cause de conflit de calendrier, le continent européen est représenté par la Roumanie, non qualifiée pour le Championnat d'Europe 1998 disputé en juin,
- le Qatar, en tant que pays hôte.

Il n'y a en revanche pas de représentant américain.
À l'instar de la première édition de la Coupe du monde des clubs, la compétition ne réunit ainsi pas les meilleures nations mondiales du moment et voit l'Algérie s'imposer :
|                                    | Équipe   | Pts | J | G | N | P | Bp | Bc | Diff |
| ---------------------------------- | -------- | --- | - | - | - | - | -- | -- | ---- |
| Médaille d'or, Coupe du Monde      | Algérie  | 5   | 3 | 2 | 1 | 0 | 71 | 54 | 17   |
| Médaille d'argent, Coupe du Monde  | Koweït   | 4   | 3 | 2 | 0 | 1 | 60 | 62 | -2   |
| Médaille de bronze, Coupe du Monde | Roumanie | 2   | 3 | 1 | 0 | 2 | 67 | 73 | -6   |
| 4                                  | Qatar    | 1   | 3 | 0 | 1 | 2 | 73 | 82 | -9   |

|  | Qatar | 37 – 32 | Roumanie | Doha, Qatar |

|  | Algérie | 21 – 14 | Koweït | Doha, Qatar |

|  | Algérie | 26 – 16 | Roumanie | Doha, Qatar |

|  | Qatar | 22 – 26 | Koweït | Doha, Qatar |

|  | Koweït | 20 – 19 | Roumanie | Doha, Qatar |

|  | Algérie | 24 – 24 | Qatar | Doha, Qatar |

### Dammam 2000
La deuxième édition, disputée en juin 2000 à Dammam en Arabie saoudite, met aux prises cinq équipes :
- l'Égypte, vainqueur du Championnat d'Afrique 2000,
- la Corée du Sud, vainqueur du Championnat d'Asie 2000,
- la Suède, vainqueur du Championnat d'Europe 2000,
- le Brésil, troisième du Championnat panaméricain 2000 (au lieu de l'Argentine et de Cuba),
- l'Arabie saoudite, en tant que pays hôte.

Elle a été remportée par la Suède :
|                                    | Équipe          | Pts | J | G | N | P | Bp  | Bc | Diff |
| ---------------------------------- | --------------- | --- | - | - | - | - | --- | -- | ---- |
| Médaille d'or, Coupe du Monde      | Suède           | 6   | 4 | 3 | 0 | 1 | 104 | 94 | 10   |
| Médaille d'argent, Coupe du Monde  | Corée du Sud    | 6   | 4 | 3 | 0 | 1 | 102 | 92 | 10   |
| Médaille de bronze, Coupe du Monde | Égypte          | 5   | 4 | 2 | 1 | 1 | 88  | 85 | 3    |
| 4                                  | Arabie saoudite | 2   | 4 | 1 | 0 | 3 | 91  | 99 | -8   |
| 5                                  | Brésil          | 1   | 4 | 0 | 1 | 3 | 77  | 92 | -15  |

| ? juin 2000 ..h.. | Égypte | 21 – 22 | Corée du Sud | Dammam, Arabie saoudite |

| ? juin 2000 ..h.. | Arabie saoudite | 25 – 19 | Brésil | Dammam, Arabie saoudite |

| 5 juin 2000 18h30 | Suède               | 27 – 24    | Corée du Sud      | Dammam, Arabie saoudite Affluence : 800 Arbitrage : Yasser, Hassan Ali |
| 5 juin 2000 18h30 | Thomas Sivertsson 7 | (12 – 12)  | Yoon Kyung-shin 9 | Dammam, Arabie saoudite Affluence : 800 Arbitrage : Yasser, Hassan Ali |
| 5 juin 2000 18h30 | ×4 ×5               | Officielle | ×3 ×4             | Dammam, Arabie saoudite Affluence : 800 Arbitrage : Yasser, Hassan Ali |

- Suède : Svensson, Gentzel – Boquist, Arrhenius (2), Sivertsson (7), Ernelind, Lövgren (3), Thorsson (5), Olsson (5), M. Andersson (2), Franzén (3), Vranjes
- Corée du Sud : Yoon Kyung-shin 9, ...

| ? juin 2000 ..h.. | Égypte | 23 – 20 | Arabie saoudite | Dammam, Arabie saoudite |

| 6 juin 2000 18h30 | Brésil             | 19 – 24    | Suède                   | Dammam, Arabie saoudite Arbitrage : Al Janahe, Al Rashed |
| 6 juin 2000 18h30 | Wingliton Barros 7 | (5 – 13)   | Ernelind et Vranjes (5) | Dammam, Arabie saoudite Arbitrage : Al Janahe, Al Rashed |
| 6 juin 2000 18h30 | ×1 ×2              | Officielle | ×3                      | Dammam, Arabie saoudite Arbitrage : Al Janahe, Al Rashed |

- Brésil : Wingliton Barros 7, Bruno Souza 6...
- Suède : Svensson, Gentzel – Boquist (3), Arrhenius (4), Lindén (2), Frändesjö (2), H. Andersson (1), Ernelind (5), Lövgren, Ericsson (2), Olsson, Vranjes (5)

| ? juin 2000 ..h.. | Brésil | 17 – 17 | Égypte | Dammam, Arabie saoudite |

| ? juin 2000 ..h.. | Corée du Sud | 26 – 22 | Brésil | Dammam, Arabie saoudite |

| 8 juin 2000 20h30 | Arabie saoudite | 24 – 27    | Suède              | Dammam, Arabie saoudite Affluence : 4 000 Arbitrage : Yasser, Hassan Ali |
| 8 juin 2000 20h30 | Al Harbi 8      | (12 - 16)  | Magnus Andersson 6 | Dammam, Arabie saoudite Affluence : 4 000 Arbitrage : Yasser, Hassan Ali |
| 8 juin 2000 20h30 | ×3 ×4           | Officielle | ×4 ×6 ×1           | Dammam, Arabie saoudite Affluence : 4 000 Arbitrage : Yasser, Hassan Ali |

- Arabie saoudite : Al Harbi 8, ...
- Suède : Svensson, Gentzel – Arrhenius, Sivertsson (5), H. Andersson (1), Lövgren (3), Ericsson, Thorsson (2), Olsson (3), M. Andersson (6), Franzén (5), Vranjes (2)

| 9 juin 2000 ..h.. | Suède                | 26 – 27   | Égypte | Dammam, Arabie saoudite |
| 9 juin 2000 ..h.. | Christian Ericsson 7 | (16 – 12) | ?      | Dammam, Arabie saoudite |

- Suède[12] :  Svensson, Gentzel – Boquist, Arrhenius (6), Sivertsson (2), Lindén, Frändesjö (1), H. Andersson (2), Ernelind, Ericsson (7), Thorsson (2), M. Andersson (6)
- Égypte : ?

| ? juin 2000 ..h.. | Arabie saoudite | 22 – 30 | Corée du Sud | Dammam, Arabie saoudite |

### Moscou 2002
La troisième et dernière édition, disputée au palais des sports Loujniki de Moscou en juin 2002, met aux prises cinq équipes :
- l'Algérie, finaliste du Championnat d'Afrique 2002 (au lieu de la Tunisie),
- l'Arabie saoudite, troisième du Championnat d'Asie 2002 (en) (au lieu du Koweït et du Qatar),
- la Suède, vainqueur du Championnat d'Europe 2002,
- l'Argentine, vainqueur du Championnat panaméricain 2000,
- la Russie, en tant que pays hôte.

Elle a été remportée par la Russie,, qui est sortie invaincue du tournoi grâce notamment à sa victoire dans le match-phare face aux Suédois (25-24). Un succès tout relatif puisque Marcus Ahlm était le seul représentant de la sélection suédoise championne d'Europe en début d'année.
|                                    | Équipe          | Pts | J | G | N | P | Bp  | Bc  | Diff |
| ---------------------------------- | --------------- | --- | - | - | - | - | --- | --- | ---- |
| Médaille d'or, Coupe du Monde      | Russie          | 8   | 4 | 4 | 0 | 0 | 117 | 88  | 29   |
| Médaille d'argent, Coupe du Monde  | Suède           | 6   | 4 | 3 | 0 | 1 | 103 | 90  | 13   |
| Médaille de bronze, Coupe du Monde | Argentine       | 4   | 4 | 2 | 0 | 2 | 91  | 88  | 3    |
| 4                                  | Algérie         | 2   | 4 | 1 | 0 | 3 | 94  | 105 | -11  |
| 5                                  | Arabie saoudite | 0   | 4 | 0 | 0 | 4 | 85  | 119 | -34  |

| 25 juin 2002 | Suède              | 21 – 20    | Argentine       | Moscou, Russie Arbitrage : Bashmak, Frolov |
| 25 juin 2002 | Niklas Johansson 6 | (10 – 11)  | trois joueurs 4 | Moscou, Russie Arbitrage : Bashmak, Frolov |
| 25 juin 2002 | ×3 ×1              | Officielle | ×2 ×1           | Moscou, Russie Arbitrage : Bashmak, Frolov |

- Suède[12] : Ohlander, M. Andersson – Johansson (6, ), Larholm (3, ), Arrhenius (3, ), Lindberg, Svensson, Hansen, Påhlsson, Hammarstrand (2), Ahlm (1, ), K. Andersson (2), Källman (4), Lennartsson (1)
- Argentine : Canzoniero, Pardales – Molina (4), Cruz Guerra (4), M. Viscovich (1), Moriacco (2, ), Kogosek (1, ), Gull (4), Jung, Plati, Marine, Besasso, G. Viscovich (2), Carou (2, )

| 25 juin 2002 | Russie    | 34 – 19 | Arabie saoudite | Moscou, Russie |
| 25 juin 2002 | (20 – 10) |         |                 | Moscou, Russie |

| 26 juin 2002 | Argentine | 22 – 20 | Algérie | Moscou, Russie |
| 26 juin 2002 | (11 – 7)  |         |         | Moscou, Russie |

| 26 juin 2002 | Arabie saoudite | 20 – 32 | Suède | Moscou, Russie |
| 26 juin 2002 | (10 – 16)       |         |       | Moscou, Russie |

| 27 juin 2002 17 h 00 heure locale | Argentine | 24 – 20 | Arabie saoudite | Moscou, Russie |
| 27 juin 2002 17 h 00 heure locale | (13 – 9)  |         |                 | Moscou, Russie |

| 27 juin 2002 19 h 00 heure locale | Algérie   | 20 – 31 | Russie | Moscou, Russie |
| 27 juin 2002 19 h 00 heure locale | (11 – 13) |         |        | Moscou, Russie |

| 28 juin 2002 | Algérie   | 29 – 26 | Arabie saoudite | Moscou, Russie |
| 28 juin 2002 | (11 – 14) |         |                 | Moscou, Russie |

| 28 juin 2002 19 h 00 heure locale | Russie               | 25 – 24    | Suède                     | Moscou, Russie Affluence : 1 050 Arbitrage : M. Baum et M. Goralczyk |
| 28 juin 2002 19 h 00 heure locale | Denis Krivochlikov 8 | (15 – 13)  | K. Andersson et Källman 4 | Moscou, Russie Affluence : 1 050 Arbitrage : M. Baum et M. Goralczyk |
| 28 juin 2002 19 h 00 heure locale | ×3 ×7                | Officielle | ×3 ×6 ×1                  | Moscou, Russie Affluence : 1 050 Arbitrage : M. Baum et M. Goralczyk |

- Russie : Lavrov, Ojered - Ivanov (3), Kokcharov (4, ), Egorov (1, ), Krivochlikov (8, ), Ignatov (1, ), Gritsenko, Torgovanov (3, ), Kamanine (1, ), Rastvortsev (3), Miagkov (1, ), Gorpichine, Safonov ()
- Suède[12] : Ohlander, M. Andersson - Johansson (3), Larholm (1, ), Arrhenius (1, ), Lindberg, Svensson, Hansen, Hammarstrand (2), Ahlm (4 ), K. Andersson (4), Doder, Källman (4, ), Lennartsson (5, )

| 29 juin 2002 | Suède     | 26 – 25 | Algérie | Moscou, Russie |
| 29 juin 2002 | (14 – 11) |         |         | Moscou, Russie |

| 29 juin 2002 | Russie   | 27 – 25 | Argentine | Moscou, Russie |
| 29 juin 2002 | (11 – 9) |         |           | Moscou, Russie |

L'équipe-type de la compétition est, :
- Gardien de but :  Christian Canzoniero
- Ailier gauche :  Hussain Alakwan
- Pivot :  Dimitri Torgovanov
- Ailier droit :  Jan Lennartsson (en)
- Arrière gauche :  Alexeï Rastvortsev
- Demi-centre :  Vitali Ivanov (en)
- Arrière droit :  Eric Gull

L'Algérien El Hadi Biloum termine quant à lui meilleur buteur avec 23 réalisations,.

### 2025
Une nouvelle édition de la compétition devrait se tenir en 2025.